# Karl Wiedemann
Karl Helmuth Wiedemann – zbrodniarz hitlerowski, członek załogi obozu koncentracyjnego Neuengamme i SS-Obersturmführer. Skazany na 15 lat pozbawienia wolności w pierwszym procesie załogi Neuengamme przez brytyjski Trybunał Wojskowy w Hamburgu. 